# Бутало
Бутало е машинен елемент, представляващ цилиндрично тяло, движещо се в цилиндричен отвор – цилиндър, като хлабината между тях е уплътнена чрез уплътнителни елементи, разположени върху буталото. Плунжер е подобен машинен елемент, но е напълно гладък, а уплътнителните елементи са разположени в цилиндъра.

## Разновидности
Буталата за двигатели с вътрешно горене се изработват от алуминиеви сплави или от чугун. Буталата биват цели (имат малка маса, предназначени са за бързооборотни и среднооборотни двигатели) и съставни (с голяма маса, предназначени са бавнооборотни, най-често корабни двигатели). Целите бутала се леят от алуминиеви сплави или чугун, а съставните се изработват от чугунена пола (цилиндричната направляваща част) и чело от термоустойчиви легирани стомани, свързани помежду си. Основната му функция в ДВГ е да възприеме получената енергия от изгарянето на гориво-въздушната смес и да я превърне във възвратно-постъпателно движение на буталната група. Едновременно с това чрез КММ (коляно-мотовилков механизъм) постъпателното движение се превръща във въртеливо движение на коляновия вал.
Буталата на медицинските спринцовки за еднократна употреба най-често се изработват от пластмаса. Спринцовките за многократна употреба са със стоманени бутала.
- Бутало, бутален болт и мотовилка
- CAD чертеж на бутален механизъм.
- Огромни бутала (над 0,5 m с мотовилката)
- Опростена анимация на компресорно бутало
- Медицинска спринцовка за многократна употреба

## Приложение
- Двигатели с вътрешно горене
- Помпи
- Компресори
- Спринцовки
- Готварските щприцове имат дървени, рядко пластмасови бутала.